# Station Banie
Station Banie was een spoorwegstation in de Poolse plaats Banie.